# Maison de la photographie des Landes
La Maison de la photographie des Landes est un lieu de diffusion et d'aide à la création photographique en Aquitaine. Située à Labouheyre, cette maison landaise est la maison natale du photographe et ethnologue Félix Arnaudin (1844-1921).

## Présentation
La maison, propriété de la commune de Labouheyre, reçoit le label maison des illustres en 2012.